# Disterigma ovatum
Disterigma ovatum là một loài thực vật có hoa trong họ Thạch nam. Loài này được (Rusby) S.F.Blake mô tả khoa học đầu tiên năm 1926.